# هانکه‌مولر
هانکه‌مولر (انگلیسی: Hunkemöller) شرکت پوشاک هلندی است، که در سال ۱۸۸۶ تأسیس شد.